# Lonicera yunnanensis
Lonicera yunnanensis är en kaprifolväxtart som beskrevs av Adrien René Franchet. Lonicera yunnanensis ingår i släktet tryar, och familjen kaprifolväxter. Inga underarter finns listade i Catalogue of Life.